# B*-環
函数解析学における B*-環（ビー・スターかん、英: B*-algebra; B*-代数）は、両立するバナッハ環と *-環の構造を持ち、B*-条件と呼ばれる恒等式を満足するものである。言葉を変えれば、完備なノルムと双線型かつ連続な乗法を備える複素ベクトル空間であって、適当な条件を満足する対合を備えた代数系である。

## 定義

### バナッハ *-環
バナッハ *-環 A は複素数体 C 上のバナッハ環であって、対合と呼ばれる写像 ∗: A → A で以下の条件を満足するものを備える代数系である。x, y ∈ A, λ ∈ C は任意、上付きバー • は複素共軛を表すものとして
1. (x + y)∗ = x∗ + y∗.
2. (λx)∗ = λ x∗.
3. (xy)∗ = y∗x∗.
4. (x∗)∗ = x.

### B*-環
B*-条件
(B*) ‖ xx∗ ‖ = ‖ x ‖2 (∀x ∈ A)
を満足するバナッハ *-環 A を表すのに1946年、C. E. Rickart は B*-環を導入した。

## 注意: B* と C*
C*-条件
(C*) ‖ x∗x ‖ = ‖ x ‖‖ x∗ ‖ (∀x ∈ A)
を満足するバナッハ *-環 A は C*-環と呼ばれる
。条件 (B*) から自動的に、対合 ∗ が等距、すなわち ‖ x ‖ = ‖ x∗ ‖ であることが従う。従ってこのとき (C*) が満足されるから、故に B*-環は C*-環である。実は (C*) から (B*) が導かれる（これは自明なことではない、が条件 ‖ x ‖ = ‖ x∗ ‖ を用いることなくそれを証明することができる）。そのような理由から、現在の用語法では「B*-環」と呼ぶことは稀で、「C*-環」と呼ぶようになっている。

## 注